# Милан Иванов
Милан Иванов е български революционер, деец на Вътрешната македонска революционна организация.

## Биография
Милан Иванов е роден на 10 април 1900 година в беровското село Русиново, тогава в Османската империя, днес в Северна Македония. Присъединява се към ВМРО през 1920 година, но преследван от сръбските власти, бяга в България. Влиза в четата на Евтим Цеков и Борис Тиков. През май 1924 година участва в сражението със сръбска войска край местността Каракола, Малашевско, където е тежко ранен. През 1925 година влиза в Македония с четата на Александър Протогеров. Убит е на 24 ноември 1929 година в София при междуособиците във ВМРО от привърженици на Иван Михайлов.